# 河野通久 (鎌倉時代)

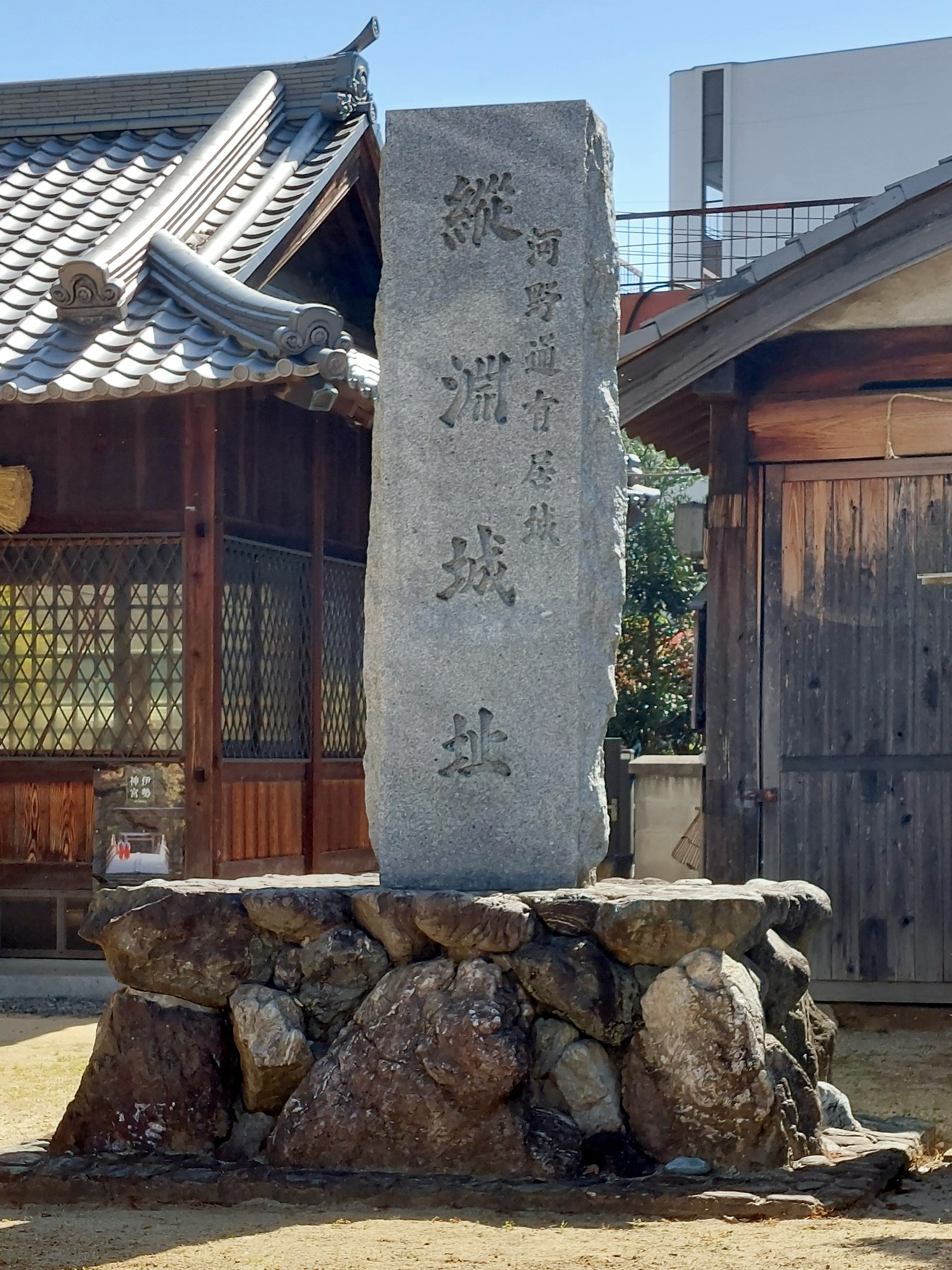
縦渕城跡（松山市東石井5丁目）

河野 通久（かわの みちひさ、生没年不詳）は、鎌倉時代前期の伊予国河野氏の当主。河野通信の子で母は北条時政の娘とされる。通称は九郎左衛門。法名を敬蓮。
承久の乱において、父や兄の通政ら一族のほとんどが朝廷方についたが、通久のみは母方の縁で鎌倉幕府方についた。乱の終結後に父は配流されて通政をはじめ他の者も戦死もしくは処刑されたために河野氏当主になるが、通久を当主とする惣領家と別の兄である通広や配流後に赦免を受けた通政の遺児らわずかな庶流しか残らず河野氏は大きな打撃を受けた。
通久は戦功によって幕府から阿波国富田荘の地頭職を与えられたが、通久の望みを入れて貞応2年（1223年）に伊予国久米郡石井郷（現在の愛媛県松山市）の地頭職との交換が認められた。また、源頼家の遺児である竹御所の近臣として仕え、彼女が死去した時に出家して葬儀に参列した者の名簿（『明月記』文暦元年8月26日条裏引用「関東出家輩交名」）の中にある「川野九郎左衛門」を通久に充てる説がある。
嫡男に通時がいたが、通久の側室と密懐（密通）の疑いを持たれて義絶したため、その弟である通継を後継者として文永4年（1267年）に惣領の地位を譲った（ただし、密懐の話は通時・通継間の訴訟において双方が相手の密懐を主張しており、実際の廃嫡理由は別にあった可能性もある）。また、娘の1人が河野通有（通継の嫡男、通久には孫）の室になって通盛を生み、河野氏惣領家は通久ー通継ー通有ー通盛と継承されることになった。